# Port lotniczy Olpoi
Port lotniczy Olpoi (IATA: OLJ, ICAO: NVSZ) – port lotniczy położony na wyspie Espiritu Santo (Vanuatu).